# Intelsat II F-1
Intelsat II F-1 (auch Blue Bird genannt) war ein kommerzieller geostationärer Kommunikationssatellit des Satellitenbetreibers Intelsat mit Sitz in Luxemburg. Der Satellit ist der erste aus der zweiten Intelsat-Generation. Er erreichte seinen Zielorbit aufgrund eines Triebwerkfehlers nicht.

## Technische Daten

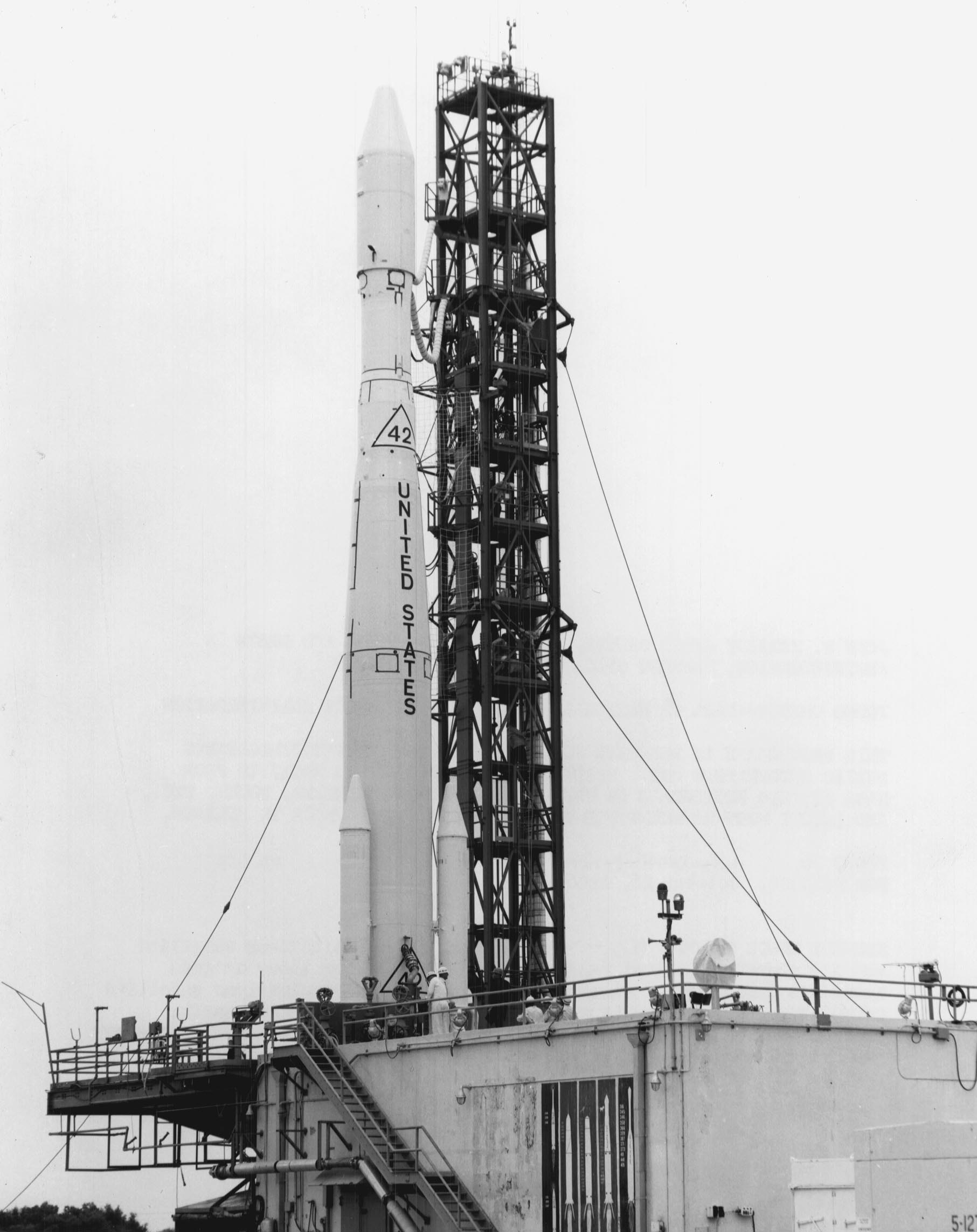
Die Delta-Trägerrakete vor dem Start

Der Satellit basiert auf dem HS-303-Satellitenbus des Herstellers Hughes Aircraft. Er besitzt zwei C-Band-Transponder und wurde durch Solarzellen und Batterien mit Strom versorgt. Er besaß eine ursprünglich geplante Lebensdauer von 3 Jahren. Er sollte über dem Pazifik stationiert werden, um die Vereinigten Staaten mit Australien verbinden zu können.

## Missionsverlauf
Intelsat II F-1 wurde am 26. Oktober 1966 auf einer Delta-E-Trägerrakete von der Cape Canaveral Air Force Station in Florida gestartet. Der Start verlief normal und die Rakete brachte den Satelliten in einen geostationären Transferorbit. Von dort aus sollte er durch ein 16-sekündiges Zündungsmanöver des eigenen Motors in eine geostationäre Umlaufbahn gelangen. Doch das Triebwerk feuerte nur 4 Sekunden lang, weswegen der Satellit im Transferorbit verblieb. Er wurde jedoch trotz seiner falschen Umlaufbahn verwendet, um Fernsehsendungen und anderen Kommunikationsverkehr zu übertragen. Die Mission wurde von Intelsat als Teilerfolg eingestuft.
Intelsat II F-1 befindet sich 2014 weiterhin in einem elliptischen Orbit mit einem Perigäum von etwa 3.000 km, einem Apogäum von etwa 37.000 km, einer Bahnneigung von 18° und einer Umlaufzeit von circa 700 Minuten.